# Konferencja w Montrealu
Konferencja w Montrealu – II światowa konferencja, która odbyła się w 1960 r., pod hasłem „Edukacja dorosłych w zmieniającym się świecie”. Celem konferencji była ocena głębokich przemian, jakie dokonały się w ostatnim dziesięcioleciu w wyniku dekolonizacji, eksplozji demograficznej, postępu technicznego. Ważną rolę w konferencji odegrali delegaci nowych państw Azji, Afryki i Ameryki Łacińskiej, którzy na światło dzienne wydobyli problem analfabetyzmu, przyczyniając się w ten sposób do redefinicji edukacji dorosłych.
W toku obrad powszechnie wyrażano przekonanie, że skoro edukacja jest procesem ciągłym, trwającym całe życie, zachodzi potrzeba nie tylko zmiany ujęcia i metod oświaty dorosłych, ale także całkowitego przewartościowania metod, form i treści całego kształcenia na poziomie podstawowym, średnim i wyższym. Konsekwencją tego było proklamowanie koncepcji uczenia się przez całe życie oraz żądanie podjęcia działań mających na celu zintegrowanie edukacji dorosłych z powszechnym systemem oświaty. Termin education permanente pojawił się zarówno w Deklaracji, jak i rekomendacjach przyjętych w wyniku konferencji, a w rezultacie także na międzynarodowej arenie, zapoczątkowując trwający do dziś dyskurs przedstawicieli różnych krajów świata. Na montrealskiej konferencji powołano także do życia Międzynarodowy Komitet Rozwoju Oświaty Dorosłych, który stał się w kolejnych latach forum prezentowania koncepcji edukacji ustawicznej, m.in. przez P. Lengranda w 1965 r. Konferencja w Montrealu stała się punktem zwrotnym w rozwoju edukacji ustawicznej, ponieważ proklamowała hasło „od dalszego kształcenia do kształcenia ciągłego”, zaś UNESCO podjęła szeroką akcję na rzecz upowszechnienia i akceptacji tej idei w państwach członkowskich. To zaowocowało przyjęciem w 1964 r. zasady, że edukacja ustawiczna powinna stanowić zasadniczy czynnik reform szkolnych.